# Karitsa (Rakvere)
Karitsa (Duits: Karritz) is een plaats in de Estlandse gemeente Rakvere vald, provincie Lääne-Virumaa. De plaats telt 100 inwoners (2021) en heeft de status van dorp (Estisch: küla).
Karitsa ligt aan de Tugimaantee 22, de weg van Rakvere via Väike-Maarja naar Vägeva.

## Geschiedenis
Karitsa werd in 1726 voor het eerst genoemd onder de naam Karitza Jahn, een boerderij in het dorp Tõrma. In 1782 was Karitsa onder de naam Karritz een ‘semi-landgoed’ (Duits: Beigut, Estisch: poolmõis), een landgoed dat deel uitmaakt van een groter landgoed, in dit geval Rakvere. Rond 1800 werd Karitsa een zelfstandig landgoed. Levala en Tamna (een dorp dat in 1977 bij Levala is gevoegd) gingen mee. Andreas von Dehn was de laatste eigenaar voordat Karitsa in 1919 door het onafhankelijk geworden Estland werd onteigend.
Het landhuis van Karitsa dateert uit het begin van de 19e eeuw, maar een vleugel van twee woonlagen is later toegevoegd. Het is particulier bezit.
Karitsa kreeg pas in 1945 officieel de status van dorp. In 1977 werden de buurdorpen Karitsa-Saueaugu en Tõrma-Väljataguse bij Karitsa gevoegd.